# 1960 na arte

## Eventos
- 24 de outubro: Criado o personagem Cebolinha por Mauricio de Sousa.

## Nascimentos
| Data           | Nome               | Profissão                               | Nacionalidade  | Observações | Ref   |
| -------------- | ------------------ | --------------------------------------- | -------------- | ----------- | ----- |
| 4 de fevereiro | Adrienne King      | atriz e pintora                         | Estados Unidos |             |       |
| 18 de abril    | Neo Rauch          | pintor                                  | Alemanha       |             |       |
| 22 de julho    | Agostinho Santos   | pintor, escritor e jornalista português | Portugal       |             | [ 1 ] |
| 6 de agosto    | Ana Vidigal        | pintora                                 | Portugal       |             |       |
| 16 de setembro | Mike Mignola       | autor de banda desenhada                | Estados Unidos |             |       |
| setembro       | Archimedes Memoria | arquiteto                               | Brasil         | n. 1893     |       |
| ??             | Beatriz Milhazes   | pintora                                 | Brasil         |             |       |
| ??             | Teresa Viana       | pintora                                 | Brasil         |             |       |
| ??             | Paulo Sayeg        | pintor e programador visual             | Brasil         |             |       |

## Mortes
| Data           | Nome                   | Profissão                                | Nacionalidade | Observações | Ref |
| -------------- | ---------------------- | ---------------------------------------- | ------------- | ----------- | --- |
| 6 de março     | Jean Puy               | pintor                                   | França        | n. 1876     |     |
| 8 de maio      | Hugo Alfvén            | compositor, maestro, violinista e pintor | Suécia        | n. 1872     |     |
| 22 de novembro | Enrico Vio             | pintor e professor universitário         | Itália        | n. 1874     |     |
| 28 de novembro | Sofia Martins de Souza | pintora                                  | Portugal      | n. 1870     |     |
| ??             | Marques Júnior         | pintor, desenhista e professor           | Brasil        | n. 1887     |     |
| ??             | Augusto Bracet         | pintor e professor                       | Brasil        | n. 1881     |     |
| ??             | Gabriel Kielland       | arquiteto e pintor                       | Noruega       | n. 1871     |     |